# Kathputli Colony

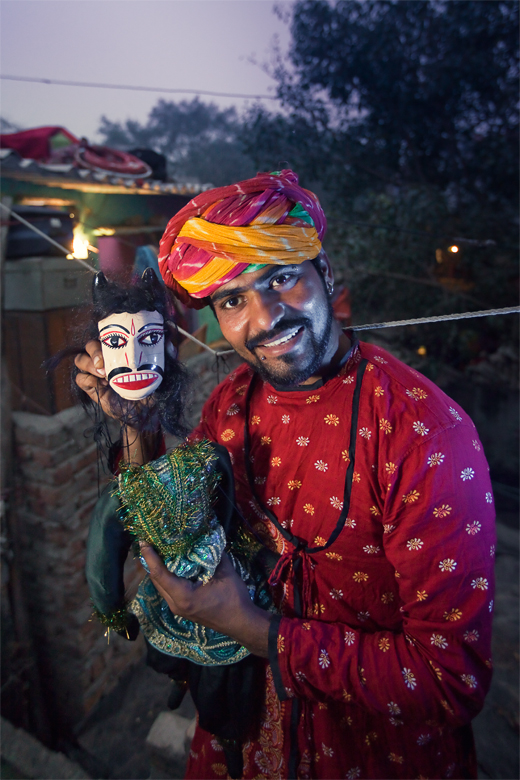
Marionnettiste de la colonie de Kathputli.

Kathputli Colony est une colonie d'artistes de rue dans le quartier de Shadipur Depot à Delhi. Depuis 50 ans, elle abrite quelque 2 800 familles de magiciens, charmeurs de serpents, acrobates, chanteurs, danseurs, acteurs, guérisseurs traditionnels et musiciens et surtout marionnettistes ou interprètes de kathputli du Rajasthan. Cela en fait la plus grande communauté d'artistes de rue au monde,,.
La colonie fait l'objet d'un plan de réaménagement in situ par la Delhi Development Authority (DDA) du gouvernement de Delhi.

## Étymologie
Le nom Kathputli Colony vient du mot hindi désignant la marionnette, Kathputli.

## Histoire
La colonie a commencé dans les années 1950, sous la forme d'un groupe de tentes de fortune dans un champ ouvert à la périphérie de Delhi, mis en place par des marionnettistes itinérants du Rajasthan, qui ont donné son nom à la colonie. Au cours des décennies à venir, des artistes de rue de l'Andhra Pradesh et du Maharashtra y ont également emménagé. Aujourd'hui, c'est une zone immobilière de choix entourée de Mayapuri et de Naraina.

## Plan de réaménagement
En 2010, le gouvernement de Delhi lance le projet de réaménagement de la colonie sur la base d'un partenariat public-privé. Le contrat est accordé à Raheja Developers. Selon le plan, 2 800 appartements seront construits dans des immeubles de dix étages sur les 5,2 hectares. En outre, une partie du terrain sera donnée au promoteur pour construire ses propres bâtiments commerciaux et résidentiels.
Au milieu des protestations des résidents et de la controverse, au début de 2014, avant la date limite du 1er avril 2014, certaines des 2 754 familles commencent à se déplacer vers des camps de transit construits par Raheja dans la région d’Anand Parbat, à une distance de quelque 2 km. On s'attend à ce qu'ils y restent les deux prochaines années, pendant que le site est en construction,,,.